# John Hansen (remer)
John Hansen (danès: John Ørsted Hansen)  (Copenhaguen, 8 d'octubre de 1938 - 29 d'agost de 2022) és un remer danès que va competir durant la dècada de 1960.
El 1964 va prendre part en els Jocs Olímpics d'Estiu de Tòquio, on guanyà la medalla d'or en la prova del quatre sense timoner del programa de rem. Formà equip amb Bjørn Hasløv, Erik Petersen i Kurt Helmudt.
En el seu palmarès també destaca una medalla de plata al Campionat d'Europa de rem de 1964.